# Anna Cornelia Mollerus
Anna Cornelia Mollerus, född 1749, död 1821, var en nederländsk poet. 